# Cerconeotes jenneri
Cerconeotes jenneri is een eenoogkreeftjessoort uit de familie van de Leptastacidae. De wetenschappelijke naam van de soort is voor het eerst geldig gepubliceerd in 1975 door Lindgren.